# Elagitanino
Los elagitaninos son una clase diversa de taninos hidrolizables, un tipo de polifenol formado principalmente de la unión oxidativa de grupos galoil en glucosa 1,2,3,4,6-pentagalloyl. Los elagitaninos difieren de galotaninos, en que sus grupos galoil están vinculados a través de enlaces C-C, mientras que los grupos galoil en los galotaninos están unidos por dépsidos.
Elagitaninos contienen diversas cantidades de unidades de hexahydroxydiphenoyl (HHDP), así como unidades de galoil y / o sanguisorboyl delimitadas al resto de azúcar. Con el fin de determinar la cantidad de cada unidad individual, se lleva a cabo la hidrólisis de los extractos con ácido trifluoroacético en metanol / agua. El ácido hexahydroxydifénico, creado después de la hidrólisis, de forma espontánea lactonizado de ácido elágico , y ácido sanguisorbico a sanguisorbico dilactona ácido, mientras que el ácido gálico permanece intacto.
Los elagitaninos generalmente forman macrociclos, mientras que los galotaninos no.

## Ejemplos
- Castalagina
- Castalina
- Casuarictina
- Grandinina
- Punicalagina
- Punicalina
- Roburin A
- Tellimagrandin II
- Terflavin B
- Vescalagina

## Metabolismo

### Biosíntesis
Según una revisión de 2011, "Información sobre ETs {elagitanino, la} biosíntesis es limitada y confusa, sin embargo, se sabe que la biosíntesis comienza cuando una molécula de glucosa forma un complejo con una molécula de ácido gálico (GA)." (véase : glucogalina ) Tellimagrandin II , uno de los primeros elagitaninos, formas de glucosa pentagalloyl por deshidrogenación oxidativa y el acoplamiento de 2 grupos galoil. 

### Degradación
Urolitinas, tales como urolithin A, son microflora metabolitos humanos de derivados de ácido elágico dietético.

## Producción natural
Elagitaninos se reportan en dicotiledóneas angiospermas, y sobre todo en especies del orden Myrtales.
Elagitaninos y ácido elágico se han encontrado como componentes naturales en 46 alimentos diferentes, con la frambuesa roja ( Rubus idaeus ) identificado como una fuente importante

## La investigación sobre los usos medicinales potenciales
Elagitaninos se han investigado en células y animales en los laboratorios con actividades como antioxidante, anti-cáncer, antiviral, antimicrobiano, y anti-parásitos, así como su capacidad para regular la glucosa en sangre.